# Robert Kurek
Robert Kurek (ur. 23 marca 1966 w Szczecinie, zm. 4 lutego 2006) – polski siatkarz.
Początek jego kariery sportowej był związany z klubem Stal Szczecin, w barwach którego sięgnął po złoto (1984) i brąz (1985) mistrzostw Polski juniorów. Stal Stocznia zdobyła w 1985 mistrzostwo Polski seniorów, w kolejnym sezonie Kurek bronił jej barw w Pucharze Europy Mistrzów Krajowych. W 1987 przeszedł do Baildonu Katowice, w którym występował do połowy lat 90. XX wieku (z przerwą na występy w Victorii Jaworzno w sezonie 1989/1990).
W 1995 powrócił do rodzinnego Szczecina, gdzie podjął pracę zawodową. Występował także w Szczecińskiej Amatorskiej Lidze Piłki Siatkowej, a w sezonie 1999/2000 grał w barwach Maratonu Świnoujście, walczącego o awans do II ligi.
Zmarł po długiej chorobie, został pochowany na cmentarzu Centralnym w Szczecinie kwatera 93 A.